# Nymphopsis dromedaria
Nymphopsis dromedaria är en havsspindelart som beskrevs av McCloskey, L.R. 1967. Nymphopsis dromedaria ingår i släktet Nymphopsis och familjen Ammotheidae. Inga underarter finns listade i Catalogue of Life.